# レ・ディ・ローマ駅
レ・ディ・ローマ駅(Re di Roma)はローマ地下鉄A線の駅の一つである。
1980年に開業した地下駅である。
駅はアッピオ・ラティーノ区のアッピア新街道沿いにあり、名前の元となったレ・ディ・ローマ広場の下にある。
駅のアトリウムはアルテメトロ・ローマを受賞したモザイクで飾られている。展示されているモザイクの作者は、Francois Morelletとカルラ・アッカルディとなっている。それらの写真はここでみられる。
アッピア新街道とレ・ディ・ローマ広場の他にも、出入り口はチェルヴェーテリ通り (via Cerveteri) やヴェルチェッリ通り (via Vercelli) にある。
大きな催しがサン・ジョヴァンニ広場で行われる場合、サン・ジョヴァンニ駅と交互で使用されこの駅は閉鎖される。

## 施設
駅には以下の施設がある:
- 障害者を運ぶ要員
- エスカレーター

## 周辺
駅周辺にあるもの:
- トゥスコロ広場 (Piazza Tuscolo)
- トゥスコラーナ街道 (Via Tuscolana)